# 樂馬大飯店
樂馬大飯店（英語：Hotel Roma），台北市早期大型飯店之一，位於中山北路、民族東路口的東北角。董事長蔡潔生為首位女性中華民國總統兼民主進步黨主席蔡英文生父，1967年開始營業，現已歇業。

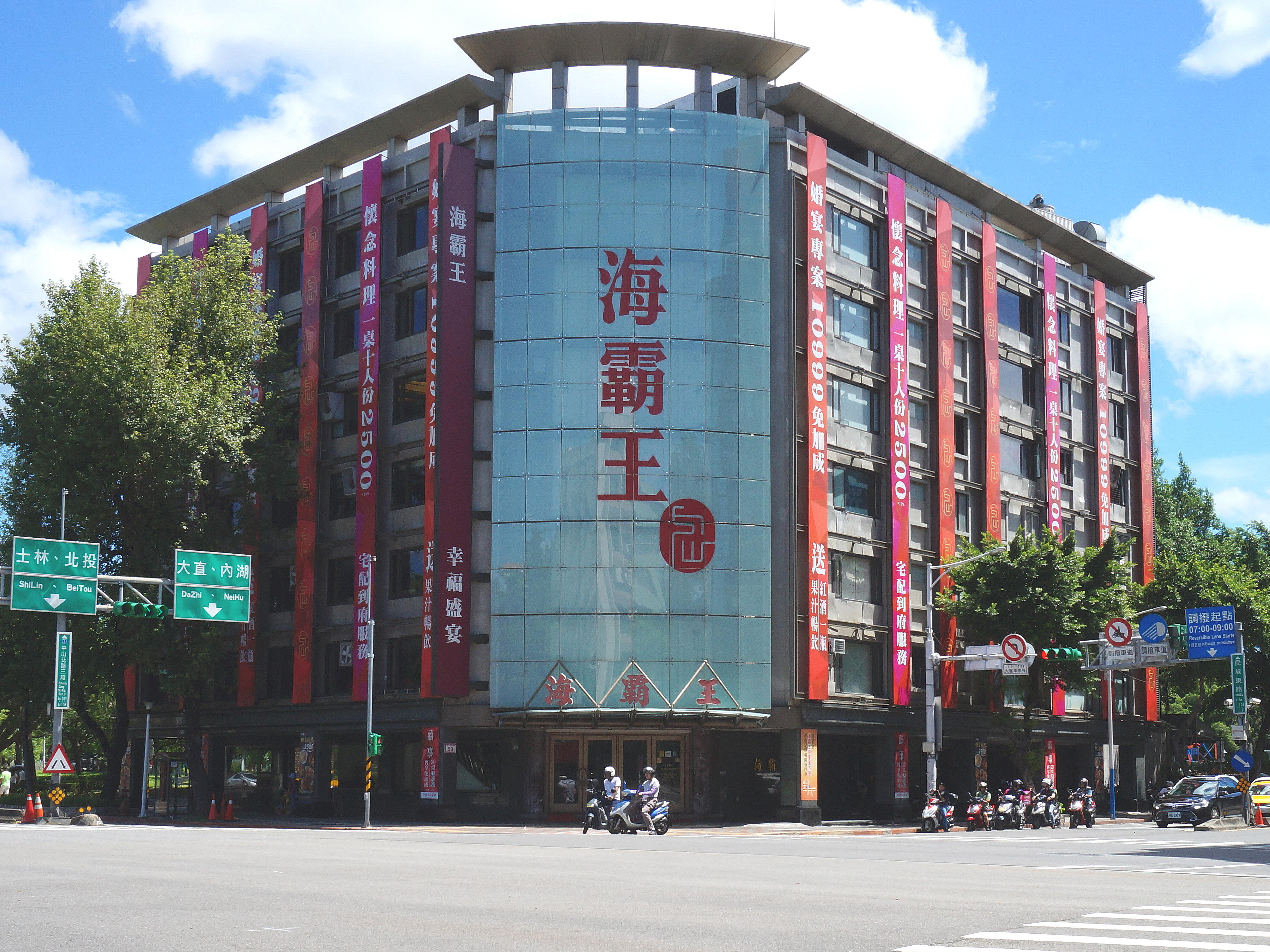
樂馬大飯店原建築現為海霸王中山店

樂馬大飯店共有七層樓，在當時規模相當大。所在地鄰近當時的美軍顧問團、美軍俱樂部及相關美國機構，客戶主力為駐台美軍，客房長期客滿。與同棟之喜相逢酒樓已歇業多年，原建築現為海霸王中山店，土地所有權仍屬蔡英文家族

。
1990年，民主進步黨臺北市議員謝明達、卓榮泰等人質詢臺北市政府工務局局長潘禮門，指控樂馬大飯店土地取得與變更用途有問題。
2022年10月，針對樂馬大飯店土地爭議，律師兼網路政論節目《童溫層》主持人童文薰發表以舊作《總統青春故事館》抽印修訂之新書《小英．海霸王．正中企業》。2022年中華民國直轄市長及縣市長選舉，童文薰以無黨籍參選臺北市市長，主張「拆除特權」、「政黨連坐」、「《檔案法》解密」，並將拆除樂馬大飯店原建築（海霸王中山店）列為「拆除特權」之指標政見。2022年11月童文薰落選後，持續推動臺北市地方性公民投票提案，主張樂馬大飯店土地（臺北市中山區德惠段一小段154地號）之地目應回復為「公園用地」，讓臺北市二號公園回復原貌。

## 附註與參考資料
1. ↑  pabloli. . 內有當年實際照片，另附文字說明. 2010-09-20  [2011-11-23] （中文（臺灣））.[永久]
2. ↑  
賴世雄.  (book). 台北: 聯經出版. : 84 [2003]. ISBN 978-9570826258 （中文（臺灣））.